# Dou Shou Qi
Jungla o Dou Shou Qi (en chino tradicional, 鬥獸棋; pinyin, dòu shòu qí; literalmente, ‘juego de lucha animal’) es un juego de tablero tradicional chino. Es también conocido como Ajedrez de la jungla o Ajedrez animal. Es para dos jugadores, un juego abstracto jugado en un tablero de 7×9. En muchos sentidos, es muy parecido al juego Stratego, es originado en la jungla. La principal diferencia entre los dos juegos es que en el Dou Shou Qi las piezas no están ocultas de las oponentes y la configuración inicial es fija.

## Reglas

### Objetivo
La victoria se logra al mover una pieza en un escaque especial, la Madriguera, en el lado del oponente; o capturar todas las piezas del enemigo.

### Tablero
El tablero del juego consiste en 7 columnas y 9 filas. Las piezas se mueven en los espacios de los escaques y no en las intersecciones como en el Xiangqi. Las figuras de ocho animales y sus nombres aparecen en los lados del tablero para indicar las posiciones iniciales de las mismas. Luego del movimiento inicial, las figuras de los animales no son usadas en el juego.
Hay distintos escaques especiales en el juego: La Madriguera (獸穴; pinyin: shòu xuè, "madriguera") es colocada en el centro de la primera fila o rango, y es identificada con escritura china. Las Trampas (陷阱; pinyin: xiàn jǐng, "trampa") son localizadas a los lados y en frente de la Madriguera, y también son identificadas con escritura china. Dos áreas llenas de agua o Ríos (河川; pinyin: hé chuān, "río") se localizan en el centro del tablero. Comprenden un rectángulo de 2x3, y son identificados por los caracteres chinos para "río". Son rodeados por tres columnas de tierra común, dos a los bordes y una en el medio.

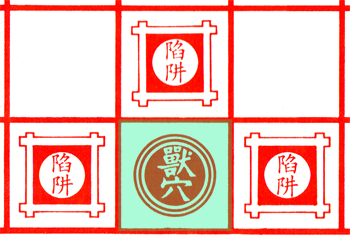
La Madriguera resaltada en verde.
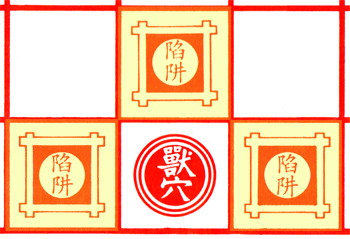
Las Trampas resaltadas en amarillo.

### Piezas
En cada lado hay 8 piezas que representan diferentes animales, con diferentes rangos. Las de mayor rango pueden capturar toda pieza de idéntico o inferior rango. De todas formas, hay una excepción: El elefante no puede capturar al ratón pero el ratón puede capturar al elefante. Los rangos de animales, desde el más fuerte al más débil son:
8 - Elefante (En chino: 象; pinyin: xiàng)
7 - León (Chino: 獅; pinyin: shī)
6 - Tigre (chino tradicional: 虎; pinyin: hǔ)
5 - Leopardo (Chino: 豹; pinyin: bào)
4 - Perro (Chino: 狗; pinyin: gǒu)
3 - Lobo (Chino: 狼; pinyin: láng)
2 - Gato (Chino: 貓; pinyin: māo)
1 - Ratón (Chino: 鼠; pinyin: shǔ)
Las piezas se ubican en sus respectivas figuras en el tablero.

### Movimientos
Los jugadores mueven alternadamente con las blancas moviendo primero. Durante su turno, un jugador debe moverse. Cada pieza se mueve vertical u horizontalmente (no diagonalmente). Las piezas no pueden moverse hacia su propia Madriguera.
Hay reglas especiales con respecto a los escaques de agua:
- El Ratón es el único animal que puede moverse por los escaques de agua.
- El Ratón no puede capturar a un elefante u otro ratón directamente desde el agua.
- El Ratón puede capturar a otro ratón si ambas piezas están en el agua.
- Un Ratón en tierra puede atacar a otro en el agua.
- Las piezas del León o del Tigre pueden saltar horizontal o verticalmente sobre un río. Parten desde un escaque a un lado del río hasta el próximo escaque no acuático en el otro lado. Un movimiento de este tipo no está permitido si hay un ratón (sea o no enemigo) en cualquiera de los escaques de agua. El león y el tigre están autorizados a capturar piezas enemigas mediante este tipo de salto.

### Capturas
Los animales pueden capturar a las piezas enemigas "comiéndolas". Una pieza puede capturar cualquier pieza enemiga que tenga el mismo o inferior rango, con las siguientes excepciones:
- El Ratón puede capturar al Elefante. Muchas versiones publicadas del juego dicen que esto pasa porque el ratón se mete en la oreja del elefante y daña su cerebro. Sin embargo, el ratón no puede capturar a un elefante desde el agua. Los poderes del ratón recuerdan al Espía en el Stratego.
- Un jugador puede capturar cualquier pieza enemiga en uno de los escaques de trampa independientemente de su rango.

### Variaciones
Hay algunas variaciones comúnmente jugadas a las normas oficiales publicadas por los fabricantes de las piezas/tablero de la siguiente manera:
- El Elefante no puede matar al Ratón en toda circunstancia. Esto se debe a que un ratón es capaz de esquivar el ataque de un elefante, debido a su tamaño.
- Todas las trampas son universales. Si un animal entra en una trampa en su propia región, a un oponente animal es capaz de capturar, independientemente de su diferencia de rango si se encuentra al lado del animal a capturar.
- Algunos juegos muestran al Lobo más fuerte que el Perro.
- Existe una versión simplificada llamada Damas animales (Animal Checkers), que no tiene trampas o ríos, y sólo tiene Ratones, Perros, Elefantes y Tigres.[2]